# App Store (iOS/iPadOS)
App Store (укр. Епп Стор) — платформа цифрової дистрибуції, що розроблена і підтримувана Apple Inc. для комп'ютерних програм та мобільних застосунків на своїх операційних системах. Є розділом Інтернет-магазину iTunes Store, що продає власникам смартфонів iPhone, плеєрів iPod Touch та планшетних комп'ютерів iPad різний вміст (англ. content).
App Store був відкритий 10 липня 2008 року. Було доступно 500 початкових програм. Станом на 2017 рік у магазині є понад 2,2 мільйона додатків. З 21 червня 2012 року присутня українська версія магазину.

## Загальна інформація
App Store містить понад 700 тисяч програм для iPhone й iPod Touch і, понад 350 тисяч ігор та застосунків для iPad. Більшість мобільних застосунків розповсюджується через App Store безкоштовно. Вартість застосунків що продаються складає від $0,99 до $999,99. В українській версії магазину ціни всіх платних додатків в доларах та закінчуються на  ,99, а не на  ,00. (Наприклад, встановлені ціни: $0,99, $1,99, $2,99, $3,99 і так далі).
В Україні можливе придбання програмного забезпечення за допомогою банківської картки Visa, Mastercard та American Express. В магазині App Store також є розділ з безкоштовними програми, або пробними версіями звичайних. 11 червня 2012 Тім Кук повідомив про відкриття App Store у 32 нових країнах, зокрема в Україні.
Користувачам iPhone 3G доступ до магазину було відкрито відразу в момент початку продаж цієї моделі. Але попередня модель потребувала оновлення ПЗ. Доступ до App Store також можливий з iTunes, починаючи з версії 7.7.
За магазином слідкують спеціалісти Apple Inc. і кожен застосунок проходить перевірку та отримує електронний сертифікат.
Від продажу застосунків автор отримує 70 %, Apple 30 %, для підтримки магазину.
В iPod Touch сервіс App Store працює за наявності інтернету через Wi-Fi.

### Монетизація
Розробники мають безліч варіантів монетизації своїх додатків, починаючи від безкоштовних, безкоштовних із покупкою через додаток (внутрішньоігрові покупки, у тому числі автопоновлювані передплати) та платних. Однак App Store зазнав критики за невдале середовище розробки, що спонукало Apple Inc. в червні 2016 року оголосити про «оновлений фокус та енергію» намагазині. Основні зміни, внесені в наступні місяці, включають оголошення в результатах пошуку, нову модель передплати додатків та можливість розробників реагувати на відгуки клієнтів. Крім того, Apple розпочала процес видалення старих додатків, які не функціонують за призначенням або не відповідають сучасним інструкціям щодо додатків, при цьому фірми-дослідники додатків помітили значну кількість видалень додатків із магазину. Крім того, з випуском iOS 11 у вересні 2017 року App Store отримав повний «редизайн», приділяючи більше уваги редакційному контенту та щоденним мотивам, а також дизайну, схожому за стилем, як у вбудованих додатків iOS від Apple.
Щоб публікувати додатки в App Store, розробники повинні платити $99 щорічно за доступ до Apple Developer Program. Apple оголосила, що у США у 2018 році вона відмовиться від плати за некомерційні організації та уряди.
Розробники мають кілька варіантів монетизації своїх додатків. «Безкоштовна модель» надає безкоштовні програми, збільшуючи ймовірність залучення. «Модель Freemium» дозволяє завантажувати додаток безкоштовно, але користувачам пропонуються додаткові функції, які вимагають платежів, так звані внутрішньоігрові покупки. «Модель підписки» дозволяє здійснювати постійну монетизації за допомогою поновлюваних транзакцій. «Платна модель» робить додаток платним завантаженням і не пропонує додаткових функцій. «Модель Paymium» дозволяє платно завантажувати програми та платити вміст у програмі.
Підписки на додаток спочатку були введені для журналів, газет та музичних додатків у лютому 2011 року, даючи розробникам 70 % заробленого доходу, а Apple — 30 %. Видавці також могли продавати цифрові підписки через свій вебсайт, минаючи збори Apple, але їм не дозволяли рекламувати альтернативу своєму вебсайту через самі додатки.
У 2016 році в кількох ЗМІ повідомлялося, що популярність додатків значно знизилася. Recode писав, що «Бум програми закінчився», редакція в TechCrunch заявила, що «Повітря безнадії, яка оточує екосистему мобільних додатків, очевидно і деморалізує», і The Verge написали, що «оригінальний магазин додатків модель продажу додатків за долар або два виглядає застарілою». Проблеми включали «нудьгу» споживачів, і, як зазначено у звіті 2014 року, відсутність нових завантажень додатків серед користувачів смартфонів. відсутність пошуку додатків, та, як зазначається у звіті від 2014 року, відсутність завантажень нових програм серед користувачів смартфонів. [81]
В інтерв'ю виданню The Verge у червні 2016 року старший віцепрезидент Apple у галузі світового маркетингу Філ Шиллер заявив, що Apple має «оновлений фокус та енергію» на App Store, і оголосив про численні суттєві зміни, включаючи рекламу в результатах пошуку та нова модель передплати додатків. Модель підписки призвела до того, що чітко встановлений розподіл доходу на 70/30 між розробниками та Apple змінився на новий розподіл доходу 85/15, якщо користувач залишається підписаним на додаток розробника протягом року, і відкриває можливість передплати на всі додатки, а не тільки виберіть категорії. [41] [82]
Інформація про аналітичні компанії та аналітичні компанії App Annie оприлюднила звіт у жовтні 2016 року, оголосивши, що Китай обігнав США, як найбільший ринок Apple в доходах від App Store. У третьому кварталі 2016 року китайські користувачі витратили $1,7 млрд проти приблизно $1,5 млрд американськими користувачами. [83] [84]
У червні 2017 року Apple оголосила, що App Store з початку випуску 2008 року отримав понад $70 млрд доходу для розробників. [85] [86]

### Категорії
Застосунки і контент в магазині App Store надаються у двадцяти категоріях:
1. Книги (англ. Books)
2. Бізнес (англ. Business)
3. Освіта (англ. Education)
4. Розваги (англ. Entertainment)
5. Фінанси (англ. Finance)
6. Ігри (англ. Games). Підкатегорії: Action; Adventure; Arcade; Board; Card; Casino; Dice; Educational; Family; Kids; Music; Puzzle; Racing; Role Playing; Simulation; Sports; Strategy; Trivia Word
7. охорона здоров'я та фітнес (англ. Healthcare & Fitness)
8. Стиль життя (англ. Lifestyle)
9. Медицина (англ. Medical)
10. Музика (англ. Music)
11. Навігація (англ. Navigation)
12. Новини (англ. News)
13. Фотографія (англ. Photography)
14. Продуктивність (англ. Productivity)
15. Словники, довідники (англ. Reference)
16. Соціальні мережі (англ. Social Networking)
17. Спорт (англ. Sports)
18. Подорожі (англ. Travel)
19. Утиліти (англ. Utilities)
20. Погода (англ. Weather)

## Хронологія подій
- 10 липня 2008 — дата відкриття App Store, як оновлення iTunes.
- 11 липня 2008 — випуск ПЗ другої версії. Застосунки стали доступні лише для оновлених iPhone і iPod Touch.
- 11 серпня 2008 — завантажено 60 млн копій застосунків для iPhone та iPod Touch, що надало Apple прибуток у розмірі $30 млн[13].
- 18 січня 2009 — завантажено 500 млн копій застосунків. Магазин має вже понад 15 тисяч різних застосунків[14].
- 23 квітня 2009 — кількість копій застосунків, завантажених з App Store 1 млрд.
- 5 лютого 2010 — каталог застосунків App Store тепер можна переглядати через браузер[15].
- 15 січня 2011 — Apple повідомила про наближення до 10-млрд завантажень з магазину застосунків App Store. Піддана Сполученого Королівства, яка завантажила 10-мільярдний застосунок під назвою «Paper Glider», отримала картку поповнення «iTunes Gift Card» вартістю $10 тис[16][17]
- 10 вересня 2021 — американський суд зобов'язав Apple Inc. дозволяти стороннім розробникам додатків використовувати альтернативні методи оплати в обхід App Store[18].
- 15 серпня 2024 — Apple Inc. позбавила розробників з Росії та Білорусі можливості рекламувати програми в App Store, відповідно у них припинив працювати сервіс Apple Search Ads (ASA)[19].
- 18 січня 2025 — Apple Inc. видалила зі свого магазину App Store додатки розробника ByteDance у зв'язку з відповідним законом США, що набув чинності[20].

## 0091021
Пароль
Войти
237476kst